# Denton (Nebraska)
Pour les articles homonymes, voir Denton.
Denton est un village se trouvant dans le comté de Lancaster, dans le Nebraska, aux États-Unis. Il se situe à 8 km de la ville de Lincoln, la capitale de l'État. Sa population était, en 2000, de 189 habitants, et de 190 habitants en 2010, représentant 51 familles et 86 foyers. La population est blanche à 97,4%, 1,1% asiatique, 1,1% noire et le reste latino et hispanique.
Denton est connu pour abriter le grand séminaire américain de la fraternité Saint-Pierre formant surtout les vocations des pays anglophones. Il a été ouvert en l'an 2000 sous le nom de Our Lady of Guadalupe Seminary (séminaire Notre-Dame-de-Guadeloupe). Il est dirigé par l'abbé Josef Bisig.

## Histoire
Le village de Denton a été fondé en 1871, lorsque la ligne de chemin de fer Burlington-Missouri a été étendue jusqu'à ce lieu,. Il doit son nom à Daniel M. Denton, propriétaire à l'époque des terrains sur lesquels les premières maisons ont été construites,.